# 關龜治
關 龜治（平假名：、1886年（明治19年）11月3日 - 1969年（昭和44年）4月5日）為日本陸軍軍人。最終階級為陸軍中將。

## 經歷
兵庫縣出身。就讀過柏原中學校。1907年（明治40年）5月、陸軍士官學校（19期）畢業。同年12月、任官陸軍步兵少尉，擔任步兵第20連隊付。擔任過陸士生徒隊付等職。1918年（大正7年）11月、陸軍大學習（30期）畢業。
歷任參謀本部付勤務、参謀本部員（兵站班）、陸軍兵器本廠付、駐在美國、兵器本廠付、陸軍省整備局課員等職務。1927年（昭和2年）7月、進級步兵中佐。1929年（昭和4年）12月、擔任兵器本廠付時，被派令就讀陸大専攻學生。擔任過陸軍步兵學校付。1931年（昭和6年）8月、晉升步兵大佐，就任步兵學校教官。
1932年（昭和7年）8月、就任步兵第12連隊長，歷任戰車第2連隊長、第14師團參謀長等職。1936年（昭和11年）3月、進級陸軍少將，擔任步兵第2旅團長等職。擔任過輜重兵監。1939年（昭和14年）3月、進級陸軍中將，擔任新設之第34師團長，隨之作戰於中國。擔任過陸軍公主嶺學校校長。1941年（昭和16年）9月、擔任第20軍司令官，前往滿洲赴任，接著迎接太平洋戰爭。1943年（昭和18年）3月、任參謀本部付。翌月、編入預備役。1945年（昭和20年）4月接受召集、擔任宇都宮師管區司令官至同年12月召集任務解除。